# Daniel Arcas
Daniel Arcas (Barcelona, 1990. június 22. –) spanyol motorversenyző, jelenleg a MotoGP 250 köbcentiméteres géposztályában versenyez.
A sorozatban 2008-ban, a Katalán Nagydíjon mutatkozott be szabadkártyásként. Az utolsó négy futamon ismét részt vett, ezeken Eugene Lavertyt helyettesítette. A szezonzáró Valenciai Nagydíjon megszerezte első pontjait, tizennegyedik lett. 2009-ben egy futamon, az Olasz Nagydíjon indult, ahol huszadik lett.

## Külső hivatkozások
Profilja a MotoGP hivatalos weboldalán